# ヨハン・ヴィルヘルム・リッター

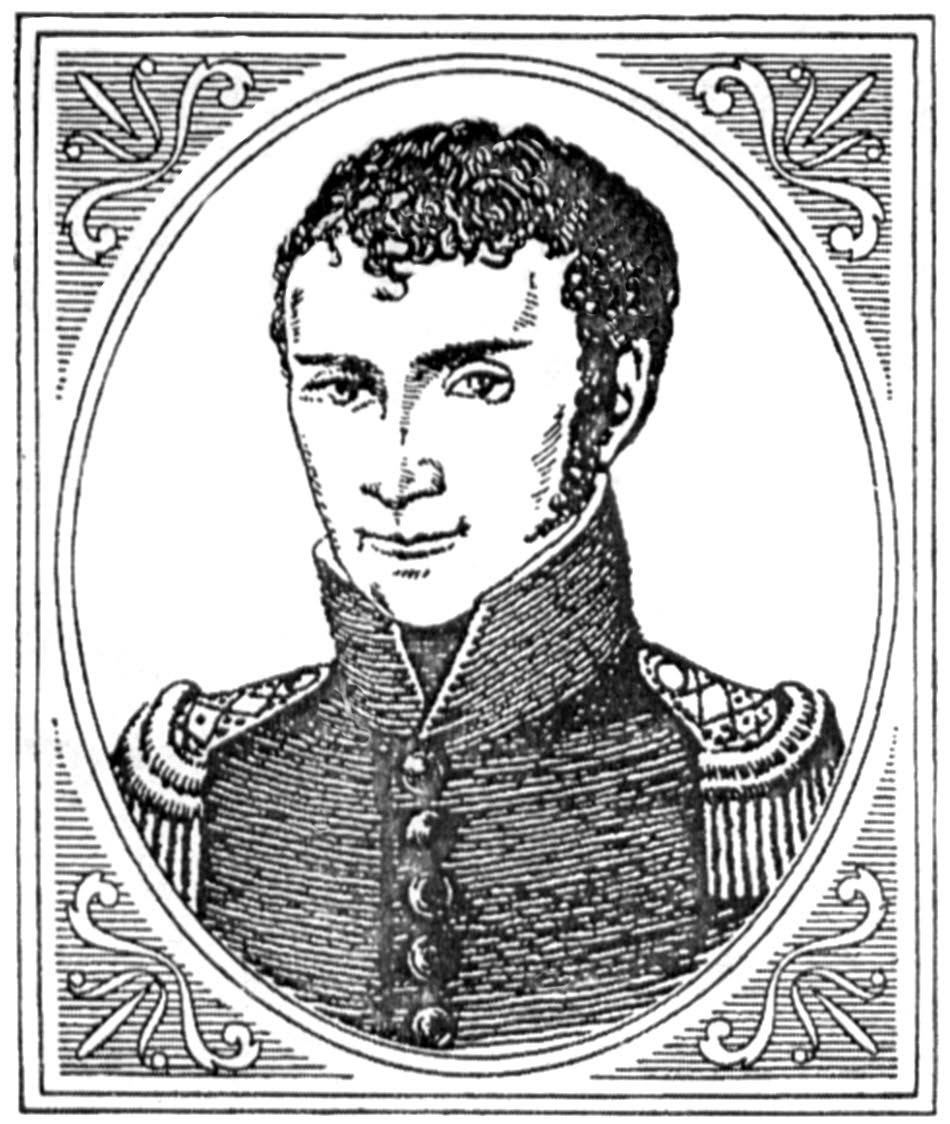
ヨハン・ヴィルヘルム・リッター

ヨハン・ヴィルヘルム・リッター（Johann Wilhelm Ritter, 1776年12月16日 - 1810年1月23日）は、ドイツの物理学者である。

## 人物
現ポーランド領、シレジアのザーミッツ（Zamienice）に生まれる。薬剤師として働いた後、イェーナ大学に入学した。電気の実験に興味をもち、1804年から33歳で病死するまでミュンヘンのバイエルン科学アカデミーで働いた。
リッターは電気化学、電気物理の分野で多くの発見を行った。1799年に水の電気分解を行い、1800年に電気めっきの研究、1801年に熱電現象、1801年に筋肉の電流による収縮を調べた。1802年から1803年にかけて乾電池を組み立てた。
1800年にウィリアム・ハーシェルが赤外線を発見したのに刺激され、可視光の反対側にも見えない光があると考えて1801年に電気化学的方法で紫外線を発見した。同年にはヨーロッパを訪問していたハンス・クリスティアン・エルステッドと交流し、影響を与えている。
奇人であったというエピソードが残されている。電気による筋肉の収縮に実験は自らが実験台になった。論文の文体は難解で、多くの発見は認められなかった。
もともと病弱だったこともあり、1810年に貧困の中で亡くなった時には、妻と4人の子供が残された。